# Bródy Mihály
Bródy Mihály (Sátoraljaújhely, 1883. január 18. – Auschwitzi koncentrációs tábor, 1944) újságíró, költő, pedagógus, lapszerkesztő. Testvére Bródy László magyar költő, író, ügyvéd.

## Élete
Bródy Zsigmond (1851–1917) kereskedő és Friedmann Janka (1853–1922) gyermekeként született kilencgyermekes zsidó családban. A Budapesti Tudományegyetemen tanult, ahol középiskolai tanári és bölcsészdoktori oklevelet szerzett. Újságírói pályáját a Budapesti Naplónál színházi kritikusként kezdte. A lap megszűnése után a munkatársak többségével megalapította A Nap-ot, az első modern magyar bulvárlapot. Később Versecen dolgozott helyettes tanárként. 1908 nyarán a szegedi főreáliskolába került Babits helyére, akit ekkor helyeztek át Fogarasra. Tárcái a Szegedi Híradóban jelentek meg, a Szeged és Vidéke vezércikkírója és színikritikusa volt. 1919 februárjában Szentesen és Csongrádon előadást tartott a szocializmusról. Márciusban beválasztották a szegedi direktórium mellett működő háromtagú kultúra és nevelésügyi bizottságba. Ugyanezen év nyarán Kunfi Zsigmond kinevezte az iskola igazgatójának. Megválasztották az újonnan alakult közalkalmazotti szakszervezet elnökének is. Amikor a Magyarországi Szociáldemokrata Párt 1919. december 3-án Szegeden helyi vezetőséget választott, tagja volt a szavazatszedő bizottságnak. 1919 decemberében Jugoszláviába szökött, ahol azonban 1921-ben letartóztatták és visszatoloncolták Magyarországra. Budapestre vitték, s előzetes letartóztatásban tartották a Markó utcai fogházban. Végül egy szabadkai ügyvéd elérte, hogy elengedjék és Ausztriába emigrált. Bő egy évvel később családjával Jugoszláviába költözött, ahol előbb az újvidéki Magyarság, majd a szabadkai Bácsmegyei Napló felelős szerkesztője, s végül a Jugoszláviai Magyar Újság szerkesztője lett. A második világháború előtt a szabadkai zsidó hitközség titkáraként működött. Amikor a déli területek ismét magyar fennhatóság alatt kerültek, többször letartóztatták kommunista nézetei miatt. 1941-ben Topolyára, egy őrizetes táborba internálták. Később Auschwitzban vesztette életét.
Felesége Pirnitzer Erzsébet. Lánya Gergelyné Bródy Klára (1912–?)

## Művei
- Hullámok (versek, 1904)[6]
- Vajda János (Budapest, 1904)

## Emlékezete
Szegeden utcát neveztek el róla.